# سلاح الفرسان

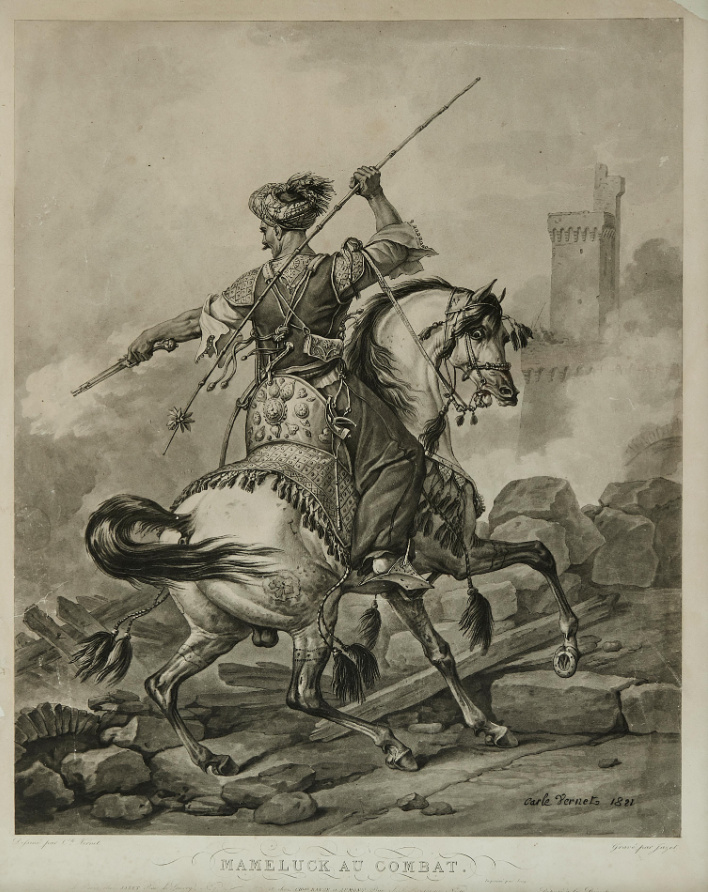
فارس من المماليك

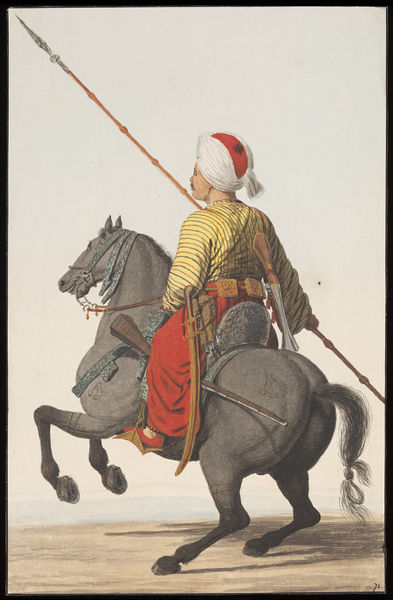
سباهي عثماني، لرسام يوناني

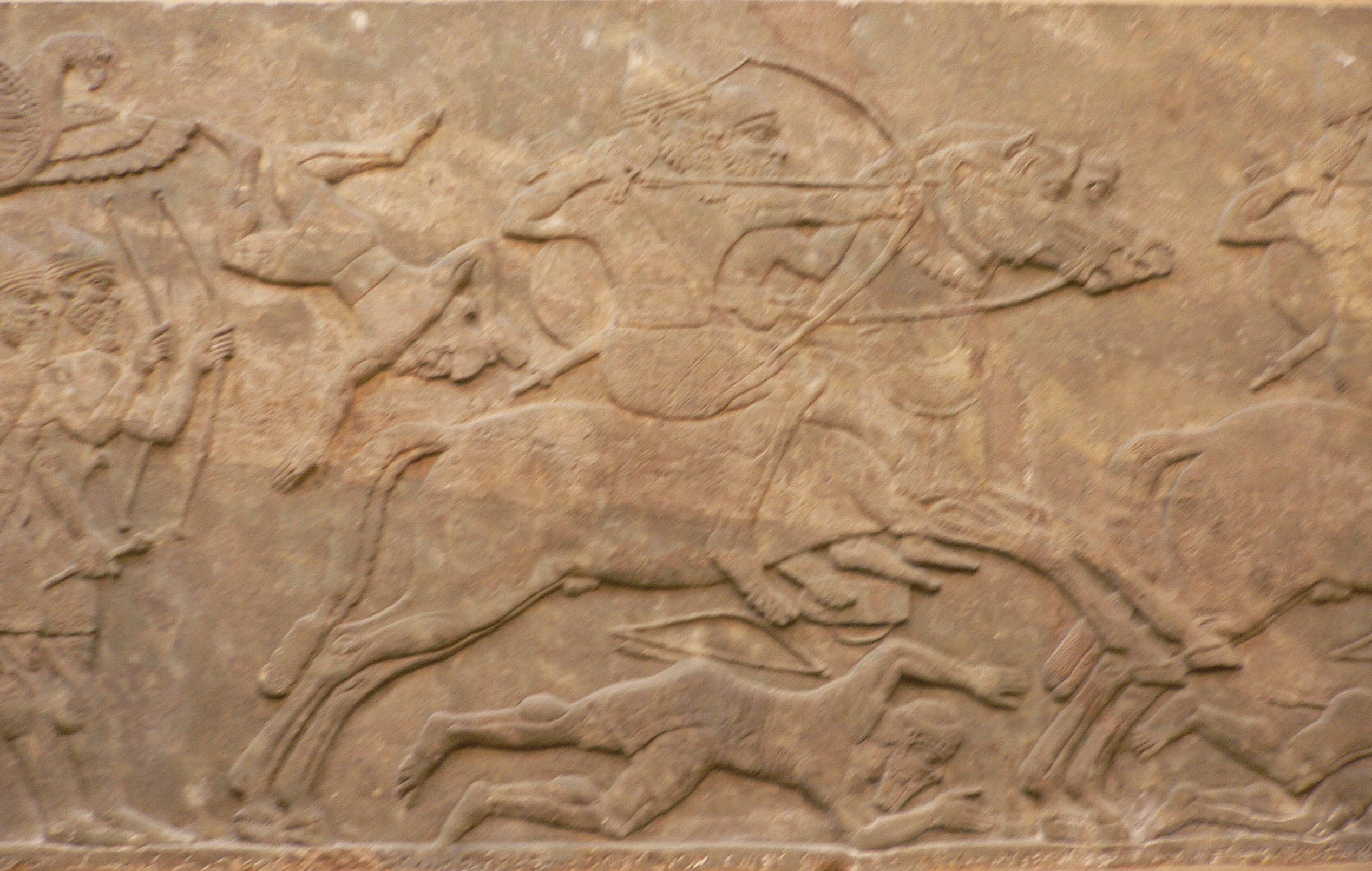
سلاح الفرسان الآشوري

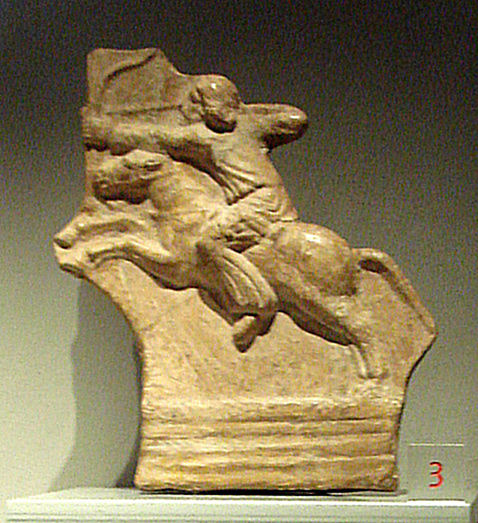
خيال فرثي، معروض في بالاتزو ماداما، تورينو

سلاح الفرسان (بالإنجليزية: "Cavalry" من الكلمة الفرنسية "Cavalerie"، مشتق من كلمة "Cheval" التي تعني «حصان») هم جنود أو محاربون يقاتلون على ظهور الخيل. تاريخيا، كان سلاح الفرسان الأكثر سرعة من بين الأسلحة القتالية، حيث كان يعمل كسلاح فرسان خفيف في أدوار الاستطلاع أو الكشف والتورية  أو مضايقة العدو في العديد من الجيوش، أو كسلاح فرسان ثقيل لشن هجمات صدمة حاسمة في جيوش أخرى. يُعرف الجندي الفردي في سلاح الفرسان بعدد من الأسماء اعتمادًا على العصر والتكتيكات، مثل الفارس أو الخيالة أو كاتافراكت أو هوسار أو لانسر أو دراغون. لم تُعْطَى تسمية سلاح الفرسان عادةً لأي قوات عسكرية تستخدم حيوانات أخرى للركوب، مثل الجمال أو الفيلة. المشاة الذين تنقلوا على ظهور الخيل، ولكنهم ترجلوا للقتال سيرًا على الأقدام، عُرفوا في القرن السابع عشر وأوائل القرن الثامن عشر باسم الدراغون (Dragoon)، وهي فئة من مشاة الخيالة تطورت لاحقًا في معظم الجيوش إلى سلاح الفرسان التقليدي مع الاحتفاظ بالتسمية التاريخية.
كان سلاح الفرسان يتمتع بميزة التنقل السريع، كما كان للجندي الذي يقاتل من على ظهور الخيل مزايا ارتفاع وسرعة وكتلة قصور ذاتي أكبر على الخصم الذي يسير على الأقدام. عنصر آخر من عناصر الحرب على الخيول هو التأثير النفسي الذي يمكن أن يُحدثه جندي راكب على الخصم.
تم تقدير سرعة وحركة وصدمة سلاح الفرسان بشكل كبير واستغلالها في القوات المسلحة في العصور القديمة والوسطى؛ كانت بعض القوات تتكون غالبيتها من سلاح الفرسان، لا سيما في المجتمعات البدوية في آسيا، ولا سيما الهون بقيادة أتيلا والجيوش المغولية اللاحقة. في أوروبا، أصبح سلاح الفرسان مدرعًا (ثقيلًا) بشكل متزايد، وفي النهاية تطور إلى فرسان الخيالة الثقيلة في فترة العصور الوسطى. خلال القرن السابع عشر، خسر سلاح الفرسان في أوروبا معظم دروعه، فهو غير فعال ضد البنادق والمدافع التي كانت قيد الاستخدام، وبحلول منتصف القرن التاسع عشر، أهملت الدروع بشكل كبير، على الرغم من احتفاظ بعض الأفواج بدرع صغير سميك يوفر الحماية ضد الرماح والسيوف وبعض الحماية من الرصاص.
في الفترة ما بين الحربين العالميتين، حُوِّلَت العديد من وحدات سلاح الفرسان إلى وحدات مشاة آلية ووحدات مشاة ميكانيكية، أو أُعِيد تشكيلها كقوات دبابات. ومع ذلك، ظل بعض سلاح الفرسان يخدمون خلال الحرب العالمية الثانية، ولا سيما في الجيش الأحمر، والجيش الشعبي المنغولي، والجيش الملكي الإيطالي، والجيش الروماني، والقوات البرية البولندية، ووحدات الاستطلاع الخفيفة داخل فافن إس إس. تخدم معظم وحدات سلاح الفرسان التي تركب على حصان في الجيوش الحديثة في أدوار احتفالية بحتة، أو كجنود مشاة في التضاريس الصعبة مثل الجبال أو مناطق الغابات الكثيفة. يشير الاستخدام الحديث للمصطلح عمومًا إلى الوحدات التي تؤدي دور الاستطلاع والمراقبة واكتساب الهدف (RSTA).

## دور سلاح الفرسان
في العديد من الجيوش الحديثة، لا يزال مصطلح سلاح الفرسان يستخدم في كثير من الأحيان للإشارة إلى وحدات القوات المسلحة المعنية بأدوار تماثلها في الماضي الأدوار التقليدية لسلاح الفرسان الخفيف في المعركة.  وتشمل هذه الأدوار: الاستطلاعات، والمناوشات مع عناصر استطلاع العدو لحرمانهم من معرفة توزيع الجسم الرئيسي للقوات، وتأمين المقدمة، والاستطلاع الهجومي بالقتال، والفرز الدفاعي للقوات الصديقة أثناء الحركة التراجعية، والتراجع، واستعادة القيادة والسيطرة، والخداع، والإغاثة في أرض المعركة، وعمليات الاختراق، والإغارة.  دور الصدمة، الذي تم ملؤه تاريخياً بسلاح الفرسان الثقيل، يتم ملؤه عمومًا بوحدات مدرعة في الحرب الحديثة.

## البدايات

### المنشأ
قبل العصر الحديدي، كان دور سلاح الفرسان في ساحة المعركة تؤديه إلى حد كبير العجلات الحربية. نشأت العجلة الحربية من شعب سينتاشتا بتروفكا في آسيا الوسطى وانتشرت من قبل البدو الرحل أو شبه الرحل من الهنود الإيرانيين. وسرعان ما تم تبني العربة من قبل الشعوب المستقرة باعتبارها تقنية عسكرية وكأداة للمكانة الاحتفالية، وخاصة من قبل فراعنة المملكة الجديدة في مصر من عام 1550 قبل الميلاد بالإضافة إلى الجيش الآشوري والملوك البابليين.
تم التعرف على أهمية الحركة السريعة التي قدمتها الوحدات الراكبة في زمن مبكر، ولكن عرقل استخدامها آن ذاك صعوبة إنتاج كميات كبيرة منها وعدم قدرة الخيول (التي كانت غالبيتها صغيرة في ذلك الوقت) على حمل الدروع الثقيلة. ومع ذلك، هناك دلائل تشير إلى أنه منذ القرن الخامس عشر قبل الميلاد فصاعدًا، كان ركوب الخيل يمارس بين النخب العسكرية للدول الكبرى في الشرق الأدنى القديم، ولا سيما تلك الموجودة في مصر وآشور والإمبراطورية الحيثية واليونان الموكيانية.
كانت تقنيات الفرسان، وظهور سلاح الفرسان الحقيقي، من ابتكارات بدو الفروسية الرحل في آسيا الوسطى والسهوب الإيرانية والقبائل الرعوية مثل الفرثيين الإيرانيين والسارماتيين.
تُظهر الصورة الموجودة أعلى اليسار سلاح الفرسان الآشوري من النقوش البارزة التي تعود إلى 865-860 قبل الميلاد. في ذلك الوقت، لم يكن لدى الخيالة أي مهاميز أو سروج أو أقمشة سرج أو ركاب. كان القتال من ظهر الحصان أصعب بكثير من مجرد الركوب. تحرك سلاح الفرسان وقتها في أزواج حيث تم التحكم بلجام فرس رامي السهام الراكب من قبل جاره. حتى في ذاك الزمن المبكر، استخدم سلاح الفرسان السيوف والدروع والرماح والأقواس. تشير المنحوتة إلى وجود نوعين من سلاح الفرسان، ولكن قد يكون هذا تبسيطًا من قبل الفنان. تظهر الصور اللاحقة لسلاح الفرسان الآشوري استخدام أقمشة السرج كسروج بدائية، مما يسمح لكل رامي سهام بالتحكم في حصانه.
بداية من 490 قبل الميلاد، تم تربية سلالة من الخيول الكبيرة في سهل Nisaean في ميديا لحمل الرجال مع كميات أكبر من الدروع، لكن الخيول الكبيرة كانت لا تزال استثنائية للغاية في ذلك الوقت. بحلول القرن الرابع قبل الميلاد، بدأ الصينيون خلال فترة الممالك المتحاربة (403 - 221 قبل الميلاد) في استخدام سلاح الفرسان ضد الدول المتنافسة،  وبحلول عام 331 قبل الميلاد عندما هزم الإسكندر الأكبر الفرس، أصبح استخدام العجلات الحربية في المعركة قد عفا عليه الزمن في معظم الأمم، على الرغم من بعض المحاولات غير الفعالة لإحياء العجلات الحربية المنجلية. كان آخر استخدام مسجل للعجلة الحربية كقوة صادمة في أوروبا القارية أثناء معركة تيلامون في 225 قبل الميلاد. ومع ذلك، ظلت العجلات الحربية قيد الاستخدام لأغراض احتفالية مثل حمل الجنرال المنتصر في انتصار روماني، أو للسباق.  
خارج أوروبا القارية، التقى البريطانيون الجنوبيون مع يوليوس قيصر بعجلات حربية في 55 و 54 قبل الميلاد، ولكن بحلول وقت الغزو الروماني لبريطانيا، بعد قرن من الزمان، ترك استخدام العجلات الحربية، حتى في بريطانيا. آخر ذكر لاستخدام العربات الحربية في بريطانيا كان من قبل الكاليدونيين في معركة مونس جراوبيوس، في 84 ميلادي.

### النوميد

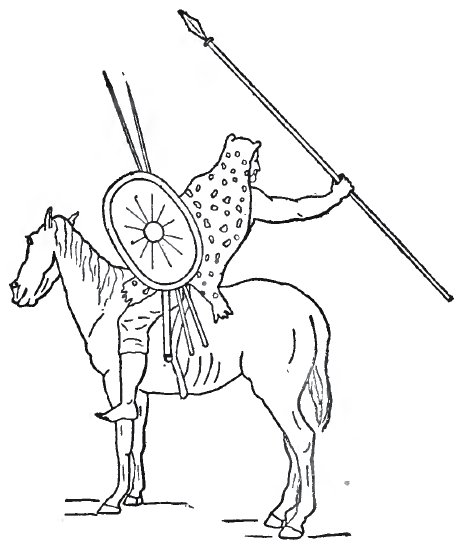
فارس نوميدي

قال مونتسكيو في شأن المقارنة بين خيالة قرطاج وروما قائلا:
”تفوقت قرطاج على روما تفوقاً واضحاً في مجال الخيالة، وذلك لسببين: أولاً جودة خيول نوميديا وإسبانيا مقارنة بخيول إيطاليا. ثانياً رداءة سلاح فرسان الرومان “.
أما فرونسوا دوكريه فقال عن فرسان نوميديا في جيش قرطاج:
”ويجب أن نشير أيضًا إلى الأهمية التي كان يحتلها الفرسان النوميديون في جيوش قرطاجة وبخاصة بدءً من القرن الثالث قبل الميلاد. كانوا كما كتب تيت ليف أفضل فرسان افريقيا وهم يمتطون خيولهم الصغيرة العصبية. وفي المعارك كانت تدخلاتهم حاسمة في بعض الأحيان، وكان معظم الآلاف الستة من النوميديين على وجه التحديد. وليس من العبث تشبيه دورهم ببون القوزاق في الجيوش الروسية في العصور الأخيرة ”
وهذا كله لما عظمة والدور المحوري التي لعبه النوميد في الجانب القرطاجي في الحروب البونيقية، حتى أن المؤرخ تيت ليف وصف جيش حنبعل بالنوميد لأنهم كانوا لُبَ جيشه في «معركة تريبيا» التي كانت محسومة للطرف القرطاجي في الحرب البونيقية الثانية.
بالنسبة للباقي، انزعج الرومان باستمرار في أحيائهم الشتوية من قبل سلاح الفرسان النوميديين الذين جابوا جميع الجهات، أو من قبل السلتيبيريين واللوسيتانيون، إلى الأماكن التي وجد فيها الفرسان العديد من العقبات. تم اعتراض جميع الإمدادات، باستثناء القادمين من pô (نهر يقع في شماليِّ إيطاليا) على متن القوارب.
كما يجدر أن أضيف ما قاله مونتسكيو عن سبب انتصار حنبعل:
” حقق هنبيعل أكبر انتصاراته بواسطة حلفائه فرسان نوميديا ”
كما كانت كتائب الفرسان النوميدية أقوى ورقة عسكرية تنازعت روما وقرطاج عليها في «الحروب البونيقية» ابتغاء كسبها حليفةً، حيث استعملها حنبعل في زحفه إلى روما وقطع جبال الألب وخسر أول حرب له في معركة زاما لما تغير ولاء النوميد (بقيادة ماسينيسا) لروما بعد خيانة قرطاج لماسينيسا وتحريض صدربعل برقة لسيفاكس على ماسينيسا لما رأى قوته تتعاظم لاسيما أنه رآها في إسبانيا لما كان ولاؤه لصالح قرطاج.
وأختمها بما قال المؤرخ الروماني (تيت ليف) عن خيالة النوميد:
«دون ازدراءٍ للأمم الأخرى، جُند النوميديين خاصة: هم أفضل خيالة (فرسان) في إفريقيا»

### الآشوريون
تمتد جذور سلاح الفرسان للدولة الآشورية التي تعتبر أول من استخدمت العربة كسلاح حربي بعد أن تم تدريعها وتزويدها بزوائد حديدية حادة. تكون العربة الحربية على شكل عربة صغيرة تتسع لشخصين ومصنوعة من الخشب ولها عجلتان. يجرها حصان أو اثنان ويجلس فيها فارس أو اثنان، أحدهما يحرك العجلة عن طريق الخيل والآخر يُطلق السهام.

### آسيا الوسطى
تُعدّ الشيونغنو والغوكتورك وآفار أوراسيا والقفجاق والمنغوليين والقوزاقيين والترك المختلفين جميعُها أمثلة على مجموعات فرسان تمكنت من كسب نجاحات مهمة في الصراعات العسكرية مع المجتمعات الزراعية المستقرة والمجتمعات الحضرية نظرًا لحركيّتها التكتيكية والاستراتيجية. عندما بدأت الدول الأوروبية تأخذ شخصية الدول القومية البيروقراطية التي تدعم الجيوش الدائمة المهنية، جرى توظيف هؤلاء المحاربين الفرسان من أجل تأدية الأدوار الاستراتيجية ككشافة ومهاجمين.
كان أفضل مثال معروف عن التوظيف المستمر للمساعدين الفرسان القبليين هو أفواج سلاح فرسان القوزاق في الإمبراطورية الروسية. في شرق أوروبا، وروسيا، وخارج ذلك في السهوب بقي سلاح الفرسان مهمًا لفترة أطول بكثير وسيطر على مشهد الحرب حتى بداية القرن السابع عشر وحتى بعد ذلك، عندما كانت الحركية الاستراتيجية لسلاح الفرسان بالغة الأهمية لحياة الرعاة أشباه البدو التي كانت تتبعها الكثير من الثقافات البدوية. كان لسكان البت أيضًا حرب فرسان تقليدية، وذلك في العديد من الاشتباكات العسكرية مع سلالة تانغ الحاكمة للصين.

### العرب
استخدم النبي الإسلامي محمد سلاح الفرسان في العديد من حملاته العسكرية بما فيها غزوة ذي قرد وسرية زيد بن حارثة إلى العيص والتي حدثت في سبتمبر 627 ميلادي أي الشهر الخامس من السنة 6 هجري بحسب التقويم الإسلامي.
تكوّنت أولى قوات الفرسان العربية المنظمة بقيادة الخلفاء الراشدين من سلاح فرسان خفيف مُسلّح بالرمح والسيف. كان دوره الأساسي مهاجمة أجنحة ومؤخرة جيش الأعداء. وقد شكلت أكثر عناصر الجيوش الإسلامية فاعلية خلال المراحل اللاحقة من الغزو الإسلامي للبلاد الواقعة شرق البحر الأبيض المتوسط. كُشِف أفضل استخدام لسلاح الفرسان خفيف التسليح سريع الحركة هذا في معركة اليرموك (636 ميلادي) حيث استخدمه خالد بن الوليد -والذي كان يعرف مهارات فرسانه- لقلب الطاولة في مرحلة مهمة من المعركة مستفيدًا من قدرتهم على الاشتباك وفض الاشتباك ثم الاستدارة والمهاجمة مرة أخرى من الأجنحة أو المؤخرة. شكّل خالد بن الوليد سلاح فرسان قويًا تضمن محاربين خبراء في الحملات على العراق وسوريا. أعطى المؤرخون الإسلاميون الأوائل لسلاح الفرسان هذا لقب «متحرك الطليعة» أو الحرس المتحرك. كان يستخدم كحرس متقدم وقوة هجومية قوية لمحاصرة جيش العدو بحركيته الكبيرة التي أعطته الأفضلية في المناورة ضد الجيش البيزنطي. سهّلت القوة المتحركة المهاجمة هذه غزو سوريا.
كانت معركة نهر طلاس عام 751 ميلادي صراعًا بين خلفاء الدولة العباسية وسلالة تانغ الحاكمة للصين من أجل السيطرة على آسيا الوسطى. حاصر سلاح الفرسان العربي جند المشاة الصينيين قرب ضفة نهر طلاس.
في وقت لاحق، دُرِب المماليك كجنود لسلاح الفرسان. اتبع المماليك قواعد الفروسية، وهي كلمة تتضمن قيمًا مثل الشجاعة والكرم، بالإضافة إلى تعاليم تكتيكات سلاح الفرسان وركوب الخيل والرماية وعلاج الجرحى.

## استخدام سلاح الفرسان

### في أوروبا
استخدم سلاح الفرسان كوحدات عسكرية كبيرة لأول مرة في أوروبا في القرن الثالث ق.م، حيث استخدمه الملك المقدوني فيليب الثاني ضد بعض أعدائه في الحرب المقدسة الثالثة. وقد بدأ سلاح الفرسان في أوروبا يُصبح أكثر أهمية في القرن الثالث الميلادي، حيث أصبح جزءاً أساسياً من الجيش الروماني. وقد ظهر السرج في أوروبا في القرن الرابع الميلادي والركاب في القرن الثامن.